# 无锡站
无锡站位于中华人民共和国江苏省无锡市梁溪区兴源路，是京沪铁路和沪宁城际高速铁路上的一个客货运综合特等站，亦是无锡重要的客运车站，隶属于中国铁路上海局集团有限公司。车站始建于清光绪三十二年（1906年），原为一等站；1973年，无锡站开始扩建；1976年，无锡站建成复线站场；1999年，无锡站成为特等站；截至2018年12月，无锡站站台规模为7台12线。
2022年，无锡火车站南广场周边城市更新及地下广场开始改造；为配合施工，无锡站南广场进站口与售票处于2023年10月16日起临时关闭。

## 历史

### 第一代站房
1906年7月18日，沪宁铁路南段（无锡-南翔）正式通车，无锡火车站宣告开站。当时车站为二等站，站房建筑面积有275平方米，站场设有两座月台，每日开行两对列车:223。1907年锡常段建成通车。1916年，因无锡纺织、缫丝、面粉等工业之兴起，沪上有识之士曾有兴办民营锡湖铁路的倡议，即以无锡站为总站，经宜兴、溧阳、安徽广德至浙江湖州止，惟北洋政府不允而夭折。:340
1929年，沪宁路局将无锡站作为中枢，列为甲等站，为沪宁线上之大站，1935年春季还曾特别开设沪锡间的“探梅”旅行专列。:675-676到1937年，沪宁铁路在无锡已拥有1个大站4个小站，其中无锡站为甲等站，最快只需2小时22分钟就可抵达上海。1942年，车站增建到发线1股:223。

### 第二代站房
无锡站站房和站场在第二次中日战争中受到严重破坏。1945年抗战胜利，是年11月国民政府重新接收无锡站。无锡站当时每日停靠列车40对，乘客日平均达两万人次以上，为抗战前之两倍。1947年起，上海铁路局特开锡湖之间的“太湖号”及进口马达组装的流线型特快米许林号（仅停南京、镇江、无锡、上海四站）等特快专列，运行速度可达70公里/时。1948年8月，无锡站扩建，站房由外籍建筑师设计，长51.35米、进深19.80米，建筑面积1016.73多平方米:676，于1949年4月完工:222，同时2座站台延长至368.2米并新建雨棚覆盖:223:668。
1949年4月23日解放军占领无锡，沪宁线一度停驶，至5月27日全线恢复通车。1954年3月至12月，铁路部门于车站货场修建卸车雨棚并增建货物进路股道。1956年又延长站线有效到发长度并整修站前广场和站房正线。由于无锡市工业于1950年迅速发展，既有设施很快又不敷应用，铁路部门遂于1958年新建6、7道作存车线:670。
1962年4月车站对站房进行整修，拆除候车厅夹层的餐厅、维护站房顶棚并增加一个出站口，同时在站台修建雨棚。1969年6月在既有站房西侧的新候车大厅动工，面积1840平方米，于1970年4月竣工；之后由于1971年扩建站台雨棚，并修建长25米、宽4米、高2.6米的地下通道并将至南门货站区间路轨复线化:670。

### 第三代站房
1978年上海铁路局和无锡市人民政府决定对车站站房进行重建。1982年，无锡站客、货运输总收入达到10096.8万元，是当时铁路局四大亿元站之一。作为新建过渡工程，1981年11月至1982年6月建成面积512平方米的售票厅、1983年又修建了新行车楼；1985年在站前广场修建简易候车室，并在售票处西侧增加6个售票窗口，此外货运整车业务亦于该年迁至南门货站办理:671。
1988年，无锡站重建车站站房工程正式动工，于1989年1月25日启用。新建成的车站站房建筑面积12500平方米，设有4座面积1200平方米的候车室。站场规模3台6线，有效到发长度650米，宽12米，并被长480米的空腹式大跨度雨棚覆盖，为当时沪宁铁路上首次使用该种雨棚的车站。站房和站台通过1座进站天桥和2座出站地道连接:223。无锡站在90年代每日开行列车接近80对，最大日客流容量38000人。1999年无锡站被定为特等站，一度是沪宁铁路线上除上海站以外的惟一客货运综合特等站。
2002年9月整修车站南广场，与太湖大道、太湖广场成为无锡城市建设的“开篇之作”。2004年，又进行过南站房立面改造。2005年7月1日，原运行于京沪间的Z1/2次列车增加无锡停站。2006年车站站场开始进行电气化，为此车站重建进站天桥以使桥下高度足够架设接触网。2007年年初无锡站将部分站台改建为高站台；同年4月18日中国铁路第六次大提速后，无锡站开始停靠经由京沪铁路运行的动车组列车，并开行始发往上海的D455/D456、D457/D458次列车两对。2008年10月21日，无锡站为中国铁路首对卧铺动车组列车D301/302次列车中途唯一的停靠站。

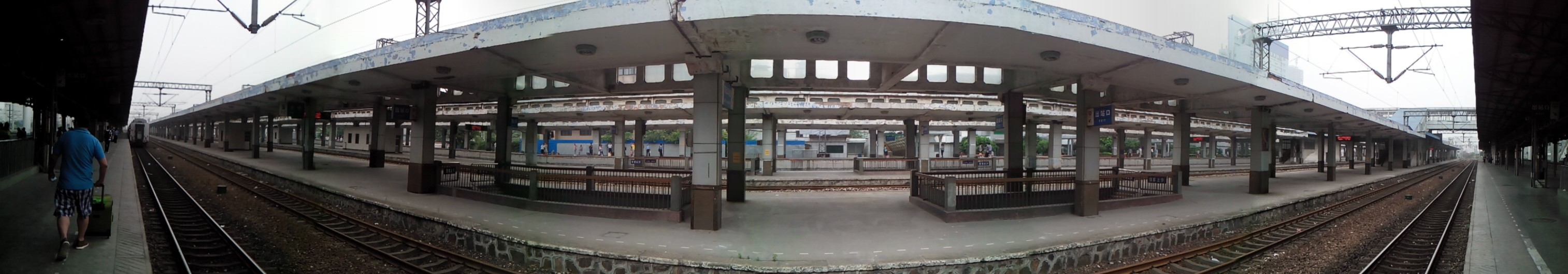
未改造的普速场站台（2014年）

### 新建北广场与一体化改造
2006年，铁道部第四研究院和无锡市规划设计院共同编制火车站地区综合改造方案，决定以即将开工的沪宁城际铁路建设为契机，在既有站场北侧的周山浜新建城际场、北广场及规划轨道交通1号线和3号线换乘枢纽。2010年7月1日，沪宁城际铁路投运，新建成的无锡站北广场城铁站同期开放，并与长途客运站、公交、地铁共同形成了占地225亩的中央车站大型交通枢纽。不过由于南广场未能与北广场同期改造，以致两站不能完全合并，也使无锡站南北广场之间通勤一度不便。
无锡市政府原计划在北站房启用后对既有无锡站进行一体化改造，工程包括重建41000平方米的南站房、新建覆盖普速场的无柱雨棚等。规划部门于2012年以节省投资为由将改造工程内容修改为“对南站房进行外立面改建并重建普速场雨棚”。
2016年5月开始，无锡站南广场（普速场）的改造工程正式开始，部分停靠普速场的列车暂时停办客运业务。9月8日开始，拆除南站房连接普速场站台和北站房的天桥。随后普速站场改造将按照从南到北的顺序进行：1、2站台于2017年7月18日改造完成并重新启用，普速场北半部分随后开始接受改造。改造后的南站房和新建的高架候车室的南半部分于2018年2月6日启用。普速场改造的全部工程于2018年12月10日建成投用。另外在改造期间，于2017年5月20日启用位于北站房一层的新售（取）票处，以缓解北站房三层售票厅不敷应用的状况。

## 车站结构
无锡站分为南北两个部分，南广场为京沪铁路既有线，北广场为沪宁高铁沿线列车停靠。南北广场相靠而立，有高架候车室和地下通道相连。
在广播方面，无锡站使用的广播提示音与日本东武铁道东上本线常盘台站、和光市站、川越站等车站的发车提示音相同，同样使用这一提示音的还有CRH2系动车组（包括CRH380A）出站后的报站广播。

### 站房
无锡站设有南北两座站房，中间由高架候车室相连，为双侧站房高架候车站。车站客流组织采用“上进下出”的侯乘方式，总的候车面积达到18000多平方米。高架候车室连接南北站房，面积13000平方米，日候车能力可达致12万人次以上。

候车室全景图

#### 南站房
无锡站南站房建于1988年，并于2002年和2004年进行过站前广场交通和外立面改造，长140米、高22.8米。南站房于2017年又进行了内部装修改造，于2018年12月全部完工投用。售票处位于站房西侧，设有11个售票窗口和13台自助售取票机；另外在南站房东侧、铁道大酒店旁另设一个自助售取票点。南站房中央设有一座门斗，为进站口，内设有实名制验证台和4条安检通道。改造后的南站房将原先的候车室改建为下东厅、下西厅两座普速备用应急候车区域。B1层为地下商铺空间，并设有南出站口，内设有10座闸机。私家车落客区位于南站房东侧，公交站场则两侧均有。
无锡站南站房站名由无锡本地书法家王季鹤所题写。无锡火车站筹建组人员在1987年前往王季鹤家中邀请其为新客站题写站名，虽然当时王身体欠佳，但依旧为筹建组人员免费题写了站名。除了站名外，王还题写了“出口处”、“问询处”、“售票处”等字。随后宜兴精陶厂将王的字烧制成两米五见方的陶瓷大字悬挂在新客站站房。2001年站名使用的陶瓷大字更换为铜字。2005年无锡站南站房进行改造后，曾新制了印刷楷体简体字站牌，引起无锡市民热议，最终又花费15万元，使用亚克力材料重新制作王季鹤所作繁体“無錫站”站牌并加装英文。如今这一站牌仍悬挂在无锡站南广场上，并与后建的北广场所采用之电脑中易隶书体形成对比。后无锡站南北站房字体统一使用王季鹤题写版本。
- 进站门斗
- 售票室
- 预留下东厅1C候车区
- 南出站地道

#### 北站房
无锡站北站房于2010年启用，是无锡中央车站交通综合体的一部分，每日开放时间为6：00至23：00。进站层位于高架三层，设有售票厅和进站口，其中售票厅面积1000平方米，设有13个人工售票窗口和10台自助取票机。北站房和高架候车室通过一座跨越兴昌路的天桥连接。出站层位于地下一层。另外，为缓解三层售票厅拥挤的状况，车站于2017年在北站房一层新设一个售取票厅。新的售取票厅面积1000平方米，设有自助售票机10台，自助取票机8台。
- 北进站口旁的售票处
- 位于一层的售取票厅
- 北站房实名制安检通道，位于跨越兴昌路的天桥上
- 北出口连接地铁车站的出站闸机

### 站台配置
无锡站设有普速场和城际场，形成“两场一站”的格局。普速场有京沪铁路经过，为4台7线。普速场设有4座长550米、由钢结构雨棚覆盖的高站台，包括1座侧式站台和3座岛式站台，编号由南至北依次为0-5。城际场沪宁城际部分设3台7线，其中正线2条，到发线5条，站台为双岛一侧式，编号6-10。
此外，在普速场的侧式站台靠站房位置，还敷设有一条单向折返铁轨，原为始发终到设计，现作折返线用途，并编号为0站台。这也是目前国内已少见的「0站台」。普速场曾经有通往木材建材公司、树脂厂的专用线，其中木材专用线还设有通往储运公司的分支线路:673。

改造完毕后的普速站台全景图

| 侧式站台 |                                   |
| 10站台   | 沪宁城际 往上海方向（无锡新区站） |
| 9站台    | 沪宁城际 往上海方向（无锡新区站） |
| 岛式站台 |                                   |
| 8站台    | 沪宁城际 往上海方向（无锡新区站） |
| 通过线   | 沪宁城际 下行列车通过线           |
| 通过线   | 沪宁城际 上行列车通过线           |
| 7站台    | 沪宁城际 往南京方向（惠山站）     |
| 岛式站台 |                                   |
| 6站台    | 沪宁城际 往南京方向（惠山站）     |
| 5站台    | 京沪铁路 往上海方向（无锡南站）   |
| 岛式站台 |                                   |
| 4站台    | 京沪铁路 往上海方向（无锡南站）   |
| 通过线   | 京沪铁路 下行正线                 |
| 岛式站台 |                                   |
| 3站台    | 京沪铁路 往上海方向（无锡南站）   |
| 2站台    | 京沪铁路 往北京方向（无锡北站）   |
| 岛式站台 |                                   |
| 通过线   | 京沪铁路 上行正线                 |
| 1站台    | 京沪铁路 往北京方向（无锡北站）   |
| 侧式站台 |                                   |

## 运营状况
截至2024年1月，无锡站每日办客列车184.5对，其中普速场50对、城际场134.5对。

### 始发列车
截至2021年7月，无锡站有1对始发高速动车组列车，为至北京南站的G2571/88次列车；此外还有至怀化的K807/810、K808/809次列车及至赣州K469/470次列车。
1990年代，由于中国铁路大部分干线实现了复线化，为增开长途列车创造了条件；加之上海枢纽车站运力紧张，无锡站于1996年春运期间加开了至宜昌的列车:304，并承接了一些往怀化、南宁等原由上海的车站始发终到的列车:318。2004年4月18日起上海至湛江及宁波的列车也改由无锡始发。2006年上海南站开通后，上海枢纽运力紧张的形势陆续缓解：2007年4月18日起，至南宁的1379次和至怀化的1607/1606次列车缩短至上海南始发，并分别改车次为K537/538次和K534/535、K533/536次；无锡至宁波的5081/5082次列车停运。2013年12月28日至宜昌东的列车取消后，无锡站暂时不再始发终到普速列车。
2015年另一趟上海至怀化的K807/808次列车延长至无锡始发，2016年5月15日新增至九江的列车。2016年9月1日，这两对列车因普速场改造缩短至苏州站始发终到，直至2019年1月5日K807/810、K808/809次列车恢复至本站始发终到。同时原苏州至赣州的K469/470次列车亦延伸至无锡站始发终到。2021年6月25日起，无锡站新增始发往北京南的G2588次列车，途径沪宁城际铁路、连镇铁路、徐盐铁路和京沪高速铁路。

#### 中短途列车
无锡站还曾开行过始发至杭州及铜陵的列车。1987年4月1日，上海铁路局开行无锡至杭州的81/82次特快列车，命名“天堂号”:107。第二年，这趟列车被浙江省政府命名为代表杭州的“西子号”；原铜陵至南京西列车于1980年代末延长至无锡，并套跑无锡至南京西的5060次列车。这两对列车均与2007年4月18日停运。
作为原沪宁铁路的中间站，无锡站曾有不少始发往上海方向的列车。1906年7月18日沪宁铁路沪锡段建成通车后上海和无锡间每天开行两对客车，单程运行时间近4小时30分，席位分头等、二等、三等三个等级:675。沪宁铁路全线通车后，无锡站为沪宁快慢列车的中间站之一:313。1930年代，无锡站除停靠沪宁及沪平列车外，还始发至上海和南京的区间车:675。1934年4月、1935年3月沪宁管理局特别开行上海至无锡的桃花专车、探梅专列，方便上海人至无锡游览。至日本侵略前夕，无锡站每日停靠13对列车，其中始发2对至上海的列车和1对至南京的列车:313-4。
沪宁线复线化后运输能力继续提高，1978年沪锡区间增开始发列车1对:677。1984年铁道部试行短途列车公交化，增开3对沪锡列车:314。2000年代上海铁路局在既有沪宁铁路开行大量城际列车，其中也包括无锡站始发的数趟特快列车。其中无锡至上海的T729/730、T731/732次列车从2002年5月9日起曾使用新曙光号担当。2003年6月24日，T729/730次列车改用当时国内最高档的庞巴迪车底担当。
沪锡间的慢车5068/5069次列车于2006年7月1日停运。2007年春运期间，铁路部门曾利用动车组列车临时开行上海-无锡T719/720次列车。2007年4月18日中国铁路第六次大提速后，既有无锡站始发的城际特快N501/502次及T715/716次全部停运，并开行D455/456、D457/458次动车组列车二对。2009年4月1日无锡站新增始发往上海的D5506-5510次三对高峰动车组列车，同时原D455-458次列车车次改为D5455-5458次。2010年7月1日沪宁城际铁路开通后，无锡站始发的既有动车组全部停运，往上海方向的始发列车全部改由沪宁城际运行，共有6对始发动车组列车（上海-无锡4对、上海虹桥-无锡2对），2012年3月调图后剩余4对。至2019年，无锡站往上海方向有工作日终到上海站的G7201次列车；另外还有一对每周五、日始发、终到上海站的G7095次列车。G7201次列车于2020年12月11日连镇铁路开通后停运，G7095次列车则于2021年1月20日延伸至连云港-上海。

## 下辖车站
无锡直属站系上海铁路局的直属运输单位，管辖京沪铁路、沪宁城际高速铁路、京沪高速铁路在无锡境内及新长铁路江南段车站的客货运输任务。
无锡直属站前身为中共上海铁路分局无锡线路总支部委员会，于1956年11月成立，管辖沪宁铁路浒墅关至横林各小站。1958年4月成立无锡中心站，原管辖小站暂由上海车务段管辖，次年（1959年）7月无锡中心站开始管辖望亭至横林区间车站。1960年上海铁路局调整分局局界，无锡中心站改由南京分局管辖。1963年3月原常州中心站管辖的戚墅堰、湾城、青龙桥（现常州东场）改由无锡中心站管理。4月无锡中心站整体建制恢复由上海铁路局分局管辖。1966年5月恢复无锡线路总支部名称，继续管辖沪宁线的小站。1968年3月19日文化大革命开始后，无锡线路总支部更名无锡线路革命委员会，1969年12月改称无锡站区革命委员会，1971年10月4日又改称无锡中心站革命委员会直至文革结束:668-9。
1978年10月1日无锡直属站成立，管辖无锡南站（南门货场）和无锡北站（石塘湾）两个车站，不再管辖其他小站:669。2003年年底原苏州车务段撤销，原车务段管辖的湾城、戚墅堰、横林、洛社、周泾巷划归无锡直属站管辖。湾城、横林、洛社站于2009年6月撤销，而戚墅堰站则于2010年3月26日划归常州直属站管辖。
2010年7月沪宁城际高速铁路开通后无锡直属站新增惠山、无锡站城际场和无锡新区站三个车站。2011年3月28日，无锡直属站的下辖车站曾被上海铁路局以“客货运实行分离管理”为由拆分至苏州直属站和常州直属站：京沪铁路沪宁段和沪宁城际铁路包括无锡站在内的客运车站归苏州直属站管辖，货运则归常州车务段。该格局于当年10月22日结束，无锡直属站重新成立，新增管辖硕放站。
2019年7月13日，无锡直属站新增管辖新长线长江以南段江阴北-夹浦10个车站:307。
无锡直属站现下辖以下车站：
- 京沪铁路：无锡北站、无锡站（普速场）、无锡南站、周泾巷站、硕放站
- 沪宁城际铁路：惠山站、无锡站（城际场）、无锡新区站
- 京沪高速铁路：无锡东站
- 新长铁路（江长线）：江阴北站、江阴站、月城站、前洲站、无锡西站、武进站、宜兴北站、宜兴西站、丁山站、夹浦站

## 交通

### 公交

#### 北广场停靠

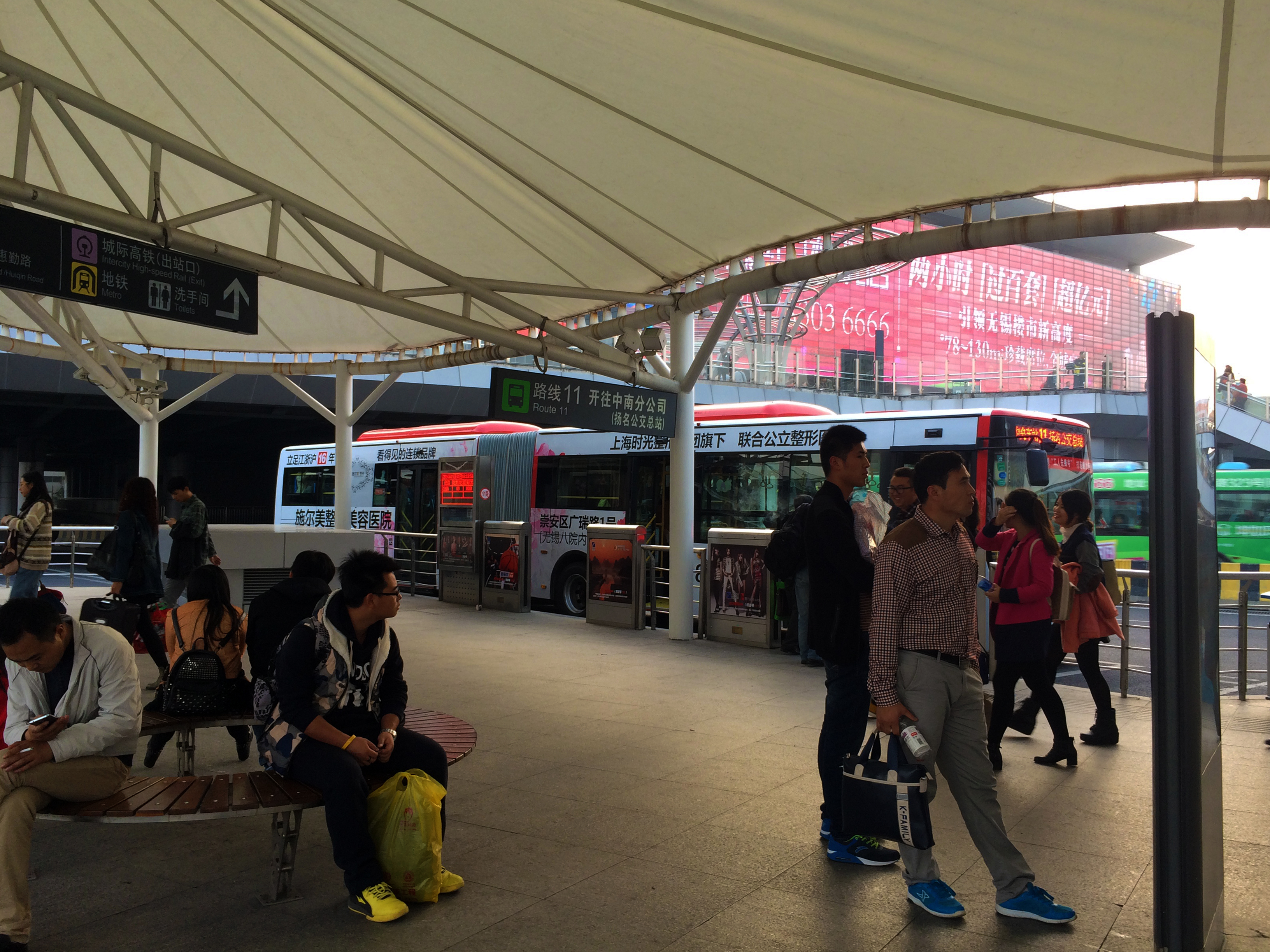
中央车站公交A岛

北广场公交站位于一层地面。

| 无锡中央车站（公交A岛） | 无锡中央车站（公交A岛）    | 无锡中央车站（公交A岛） | 无锡中央车站（公交A岛） | 无锡中央车站（公交A岛）                  |
| 编号                    | 路线                       | 路线                    | 路线                    | 备注                                     |
| ----------------------- | -------------------------- | ----------------------- | ----------------------- | ---------------------------------------- |
| 乐游1                   | 无锡中央车站               | ⇆                       | 鼋头渚（充山）          | 定时班车；大站快线，经大东方百货、湖滨路 |
| 1                       | 鼋头渚（充山）             | ⇆                       | 无锡中央车站            | 经望山路（蠡湖大道）、梁溪大桥（五爱路） |
| 11                      | 中南分公司（扬名公交总站） | ⇆                       | 无锡中央车站            |                                          |
| 23                      | 运河西路公交停车场         | ⇆                       | 无锡中央车站            |                                          |
| 93                      | 新区分公司                 | ⇆                       | 无锡中央车站            | 经友谊南路、广益佳苑（广泽路）           |
| 203                     | 青山西路                   | ⇆                       | 无锡中央车站            | 原 701（第一代）                         |
| 211                     | 蠡湖中央公园               | ⇆                       | 无锡中央车站            | 原 811（第一代）                         |
| 612                     | 城铁惠山站（客运西站）     | ⇆                       | 无锡中央车站            |                                          |
| 713                     | 无锡中央车站               | ⇆                       | 厚桥客运站              |                                          |

| 无锡中央车站（公交B岛） | 无锡中央车站（公交B岛） | 无锡中央车站（公交B岛） | 无锡中央车站（公交B岛） | 无锡中央车站（公交B岛）                    |
| 编号                    | 路线                    | 路线                    | 路线                    | 备注                                       |
| ----------------------- | ----------------------- | ----------------------- | ----------------------- | ------------------------------------------ |
| 乐游2                   | 无锡中央车站            | ⇆                       | 灵山胜境                | 定时班车；大站快线，经河埒口、拈花湾       |
| 5                       | 城南路公交停车场        | ⇆                       | 无锡中央车站            |                                            |
| 35                      | 新区分公司              | ⇆                       | 无锡中央车站            | 经太湖花园（长江北路）、八佰伴（学前东路） |
| 77                      | 新城分公司              | ⇆                       | 无锡中央车站            |                                            |
| 88                      | 灵山胜境                | ⇆                       | 无锡中央车站            | 经胜子岭、隐秀路                           |
| 115                     | 江南影视学院            | ⇆                       | 无锡中央车站            |                                            |
| 126                     | 胡埭停车场              | 区间 ←                  | 江南影视学院            |                                            |
| 126                     | 胡埭停车场              | 全程 ⇆                  | 无锡中央车站            |                                            |
| 158                     | 梅园                    | ⇆                       | 无锡中央车站            |                                            |

| 无锡中央车站（假日酒店） | 无锡中央车站（假日酒店） | 无锡中央车站（假日酒店） | 无锡中央车站（假日酒店） | 无锡中央车站（假日酒店） |
| 编号                     | 路线                     | 路线                     | 路线                     | 备注                     |
| ------------------------ | ------------------------ | ------------------------ | ------------------------ | ------------------------ |
| 乐游3                    | 无锡中央车站（假日酒店） | ⇆                        | 跨塘桥（南长街）         | 定时班车                 |

#### 南广场停靠

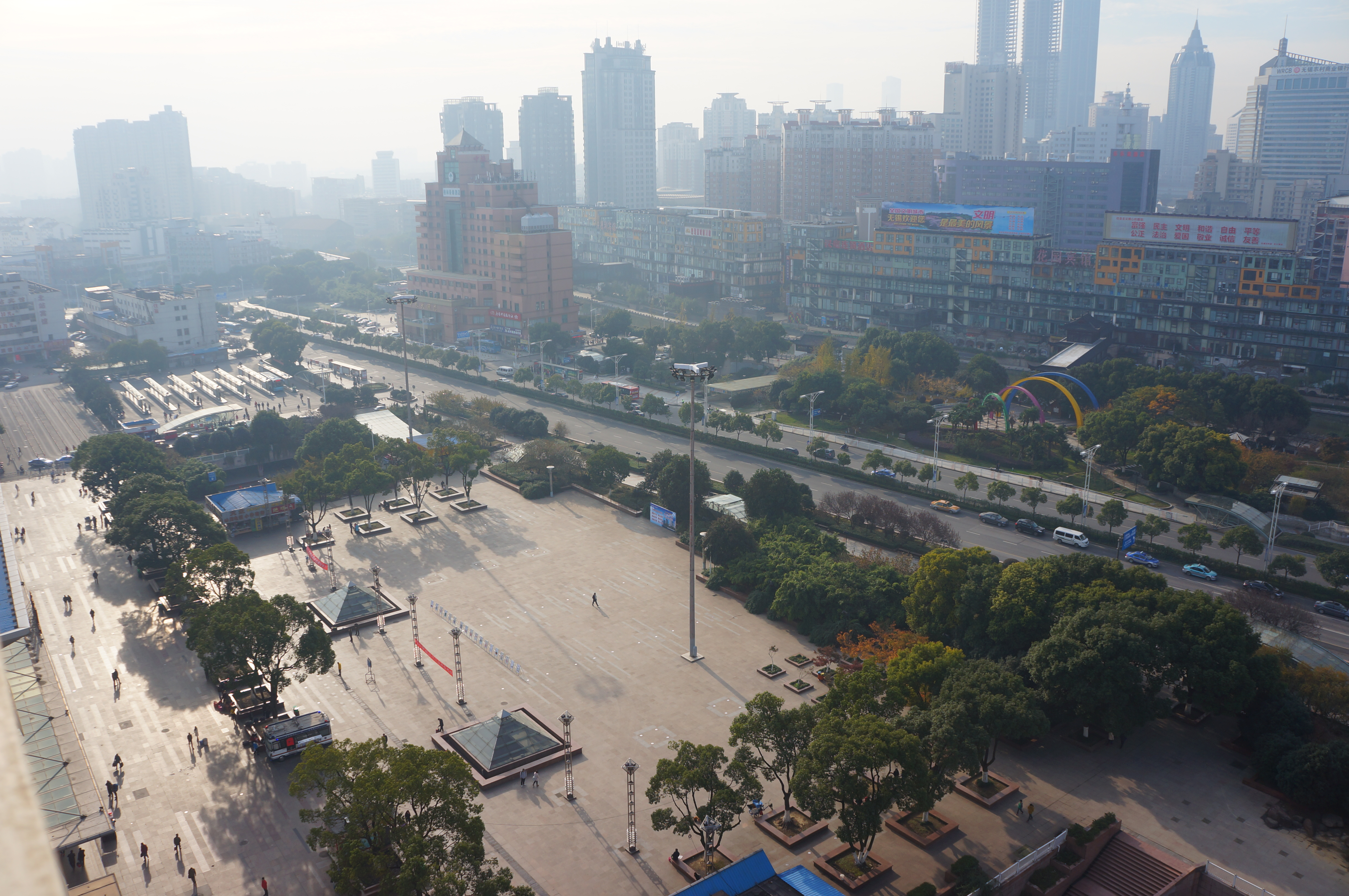
无锡站南广场俯瞰，可见画面左侧的公交东广场（南广场地下道、广场及站前建筑将与南广场建筑的改造同步施工）

南广场公交站位于地面层西侧，分为东、西两部分，各设5条公交车道，共可容纳20条公交线路。每个公交站台长80米，宽3米，可供两条公交线路使用。东、西区站场车流组织均为逆时针方向：东区停靠车辆绕行一次至停车站台，下客后即在此排队等候上客，待至发车时间左转出站；西区停靠车辆则绕行两次至停车站台，发车后右转出站。

| 火车站（东） | 火车站（东）               | 火车站（东） | 火车站（东）           | 火车站（东）                               |
| 编号         | 路线                       | 路线         | 路线                   | 备注                                       |
| ------------ | -------------------------- | ------------ | ---------------------- | ------------------------------------------ |
| 乐游1        | 无锡中央车站               | ⇆            | 鼋头渚（充山）         | 定时班车；大站快线，经大东方百货、湖滨路   |
| 1            | 鼋头渚（充山）             | ⇆            | 无锡中央车站           | 经望山路（蠡湖大道）、梁溪大桥（五爱路）   |
| 11           | 中南分公司（扬名公交总站） | ⇆            | 无锡中央车站           |                                            |
| 19快线       | 公交梅村总站               | ⇆            | 无锡汽车站（锡沪西路） |                                            |
| 77           | 新城分公司                 | ⇆            | 无锡中央车站           |                                            |
| 90           | 寺头公交总站               | ⇆            | 火车站（东）           |                                            |
| 92           | 公交硕放停车场             | ⇆            | 火车站（东）           |                                            |
| 203          | 青山西路                   | ⇆            | 无锡中央车站           | 原 701（第一代）                           |
| 328          | 团结路公交停车场           | ⇆            | 火车站（东）           |                                            |
| 602          | 金惠公交总站               | ⇆            | 兴源路（招商城路）     |                                            |
| 606          | 城铁惠山站（客运西站）     | ⇆            | 兴源路（招商城路）     |                                            |
| 612          | 城铁惠山站（客运西站）     | ⇆            | 无锡中央车站           |                                            |
| 701          | 锡惠公交                   | ⇆            | 火车站（东）           |                                            |
| 712          | 甘露停车场                 | ⇆            | 无锡汽车站             |                                            |
| 722          | 安镇公交总站（农博园）     | ⇆            | 火车站（东）           |                                            |
| 751          | 鸿山场站                   | ⇆            | 火车站（东）           | 经咏硕苑、吴都路（长江南路）、东林立交     |
| 760          | 硕放停车场                 | ⇆            | 火车站（东）           |                                            |
| 763          | 鸿山场站                   | ⇆            | 火车站（东）           | 经吴文化广场、春城家园、八佰伴（学前东路） |

| 火车站（西） | 火车站（西）         | 火车站（西） | 火车站（西）           | 火车站（西）                                 |
| 编号         | 路线                 | 路线         | 路线                   | 备注                                         |
| ------------ | -------------------- | ------------ | ---------------------- | -------------------------------------------- |
| 5            | 城南路公交停车场     | ⇆            | 无锡中央车站           |                                              |
| 9            | 公交三场（明慈医院） | ⇆            | 军嶂                   |                                              |
| 10           | 大池路公交停车场     | ⇆            | 青山西路               | 双环线；经梁溪大桥（五爱路）、东门、绿洲花园 |
| 12           | 旅游商贸学校         | ⇆            | 南禅寺（朝阳广场）     | 经火车站（西）                               |
| 20           | 蠡湖中央公园         | ⇆            | 无锡汽车站             |                                              |
| 35           | 新区分公司           | ⇆            | 无锡中央车站           | 经太湖花园（长江北路）、八佰伴（学前东路）   |
| 65           | 坊前                 | ⇆            | 火车站（西）           |                                              |
| 83           | 梅园公交总站         | ⇆            | 火车站（西）           |                                              |
| 98           | 夏家边停车场         | ⇆            | 无锡汽车站（锡沪西路） |                                              |
| 202          | 郑巷                 | ⇆            | 胜利门（中山路）       |                                              |

| 火车站（东广场） | 火车站（东广场）   | 火车站（东广场） | 火车站（东广场） | 火车站（东广场）                     |
| 编号             | 路线               | 路线             | 路线             | 备注                                 |
| ---------------- | ------------------ | ---------------- | ---------------- | ------------------------------------ |
| 机场1号线        | 火车站（东广场）   | ⇆                | 无锡机场         | 定时班车                             |
| 2                | 梅园公交总站       | ⇆                | 火车站（东广场） | 经锡惠公园（惠河路）                 |
| 19红色梅里线     | 公交梅村总站       | ⇆                | 火车站（东广场） | 经新梅广场（泰伯大道）、叙康里、东门 |
| 31               | 新区分公司         | ⇆                | 火车站（东广场） |                                      |
| 82               | 三国城             | ⇆                | 火车站（东广场） |                                      |
| 118              | 运河西路公交停车场 | ⇆                | 火车站（东广场） |                                      |
| 208              | 胜丰村             | ⇆                | 火车站（东广场） |                                      |
| 310              | 梅园公交总站       | ⇆                | 火车站（东广场） | 经梁溪大桥（五爱路）                 |
| 311              | 东北塘公交总站     | ⇆                | 火车站（东广场） |                                      |
| 319              | 公交梅村总站       | ⇆                | 火车站（东广场） | 经锡梅花园、春江桥、大东方百货       |

| 火车站（西广场） | 火车站（西广场） | 火车站（西广场） | 火车站（西广场） | 火车站（西广场） |
| 编号             | 路线             | 路线             | 路线             | 备注             |
| ---------------- | ---------------- | ---------------- | ---------------- | ---------------- |
| 30               | 新区分公司       | ⇆                | 火车站（西广场） |                  |
| 45               | 坊前             | ⇆                | 火车站（西广场） |                  |
| 67               | 梅园             | ⇆                | 火车站（西广场） |                  |
| 80               | 东北塘公交总站   | ⇆                | 火车站（西广场） |                  |
| 100              | 团结路公交停车场 | ⇆                | 火车站（西广场） |                  |
| 316              | 科创园停车场     | ⇆                | 火车站（西广场） | 16 夜班          |
| 509              | 凤翔分公司       | ⇆                | 火车站（西广场） |                  |
| 626              | 洛社客运站       | ⇆                | 火车站（西广场） |                  |

### 出租车

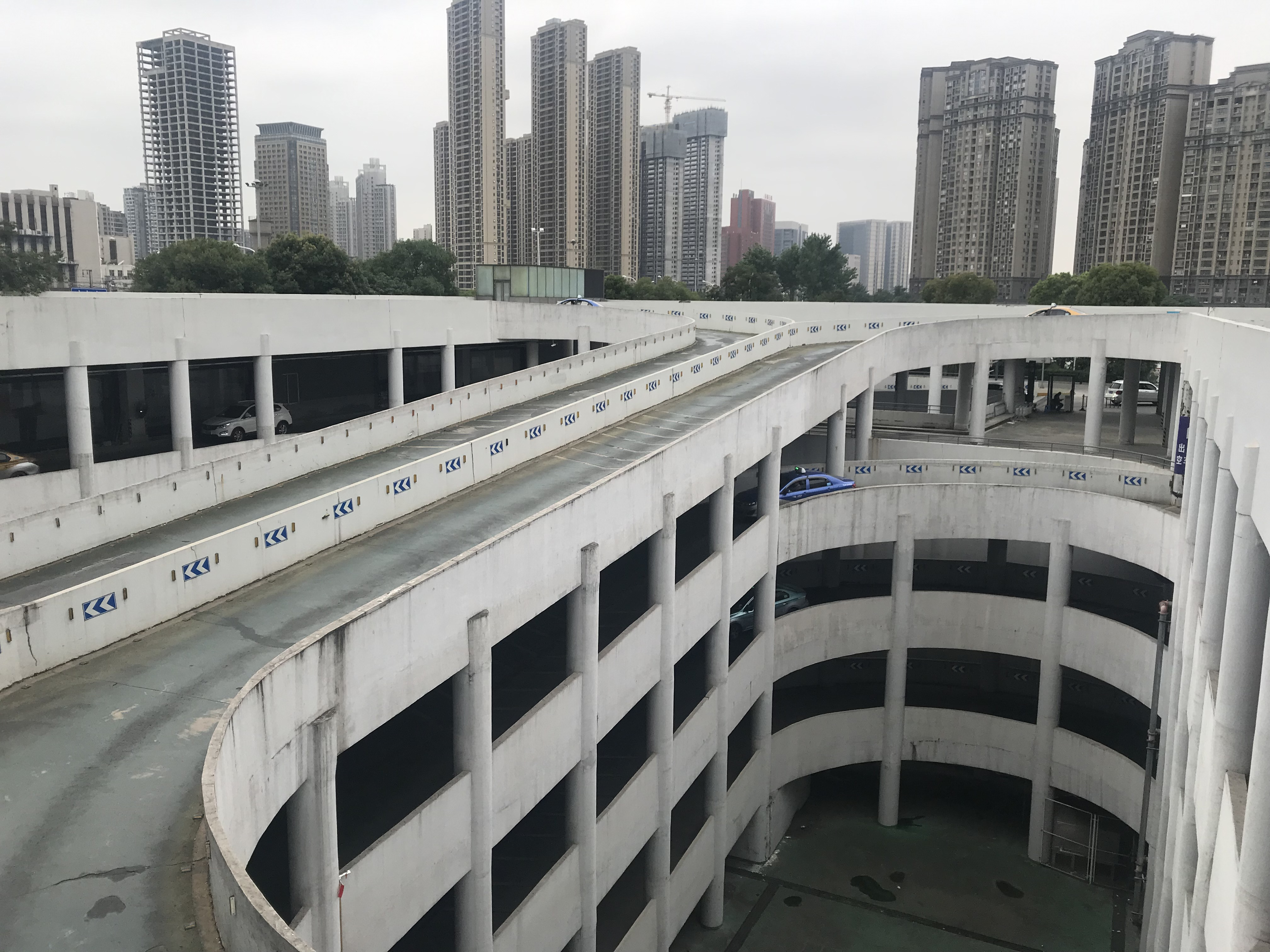
北广场出租车等候匝道

无锡火车站南北广场均设有专用的出租車侯客區，位於两广场地下一层出口处。南广场出租车上客区位于公交西广场东侧，约可容纳出租车106辆。的士在进场右转下客后绕行一次后进入上客区。
無錫市出租车运价为：起租价10元/3公里；3公里後每公里运价为1.90元；等候费每5分钟折算为1公里，无任何附加费。

### 地铁
无锡火车站地铁站位于无锡站地下一层至三层，1号线和3号线再此设站。

## 事件
- 2003年7月29日，西安至上海的T137次列车本务在常州站开出后冒烟，到达无锡站后起火燃烧。火势经过无锡当地消防官兵1小时的扑救后熄灭[79]。
- 2004年1月9日，无锡站南广场地下车库发生一起爆炸案，一辆出租车被炸毁。嫌疑人范龙因在阳山镇计划行劫未果，乘坐出租返回无锡火车站后拒绝支付车费与司机发生争执，遂引爆炸弹。嫌疑人随后在逃跑途中被周围群众擒获并被移交警方[80]。2004年3月25日无锡崇安法院以爆炸罪判处嫌疑人有期徒刑7年，剥夺政治权利2年[81]。